# Cheiropleuria
Cheiropleuria, rod papratnica iz porodice Dipteridaceae, dio reda Gleicheniales. Postoje tri vrste iz tropske i istočne Azije (Kina, Japan, Tajland, Filipini, Vijetnam, Indonezija).

## Vrste
1. Cheiropleuria bicuspis (Blume) C.Presl
2. Cheiropleuria integrifolia (D.C.Eaton ex Hook.) M.Kato, Y.Yatabe, Sahashi & N.Murak.
3. Cheiropleuria parva M.Kato, Y.Yatabe, Sahashi & N.Murak.